# 高木明法
高木 明法（たかぎ あきのり、1940年〈昭和15年〉4月23日 - ）は日本映画の装飾担当の美術技師。香川県出身。

## 来歴
映画を愛好し、ミニチュアなどに興味を持っていたことから、1961年（昭和36年）に円谷英二の自宅を訪ね、『妖星ゴラス』の製作現場に参加。
1962年（昭和37年）7月、東宝に入社。東宝撮影所で円谷英二率いる特殊技術課の装飾技師を務める。模型電飾として、飯島周次郎や鈴木昶らに師事。『キングコング対ゴジラ』から『地球攻撃命令 ゴジラ対ガイガン』まで東宝特撮作品に参加。
1972年（昭和47年）、井上泰幸とともにα企画を設立。以後、東宝のみならずピー・プロダクションや東映など多くの映像作品に参加した。

## 映画
| 公開年月日     | 作品名                                     | 制作（配給）                                    | 役職           |
| -------------- | ------------------------------------------ | ----------------------------------------------- | -------------- |
| 1962年3月21日  | 妖星ゴラス                                 | 東宝                                            | 模型電飾       |
| 1964年12月20日 | 三大怪獣 地球最大の決戦                    | 東宝                                            | 模型電飾       |
| 1963年12月22日 | 海底軍艦                                   | 東宝                                            | 模型電飾       |
| 1965年12月19日 | 怪獣大戦争                                 | 東宝                                            | 模型電飾       |
| 1966年7月31日  | フランケンシュタインの怪獣 サンダ対ガイラ  | 東宝 ベネディクト・プロ （東宝）                | 模型電飾       |
| 1967年7月22日  | キングコングの逆襲                         | 東宝 ランキン・バス・プロダクション             | 模型電飾       |
| 1967年12月16日 | 怪獣島の決戦 ゴジラの息子                  | 東宝                                            | 模型電飾       |
| 1969年8月13日  | 日本海大海戦                               | 東宝                                            | 模型電飾       |
| 1970年8月1日   | ゲゾラ・ガニメ・カメーバ 決戦!南海の大怪獣 | 東宝                                            | 模型電飾       |
| 1971年7月24日  | ゴジラ対ヘドラ                             | 東宝                                            | 模型電飾       |
| 1972年3月12日  | 地球攻撃命令 ゴジラ対ガイガン              | - 東宝 - 東宝映像（製作協力） - （東宝）        | 模型電飾       |
| 1973年12月29日 | 日本沈没                                   | 東宝映画 東宝映像 （東宝）                      | 模型電飾       |
| 1974年3月21日  | ゴジラ対メカゴジラ                         | - 東宝映像 - （東宝）                           | 模型電飾       |
| 1975年3月15日  | メカゴジラの逆襲                           | - 東宝映像 - （東宝）                           | 模型電飾       |
| 1984年12月15日 | ゴジラ                                     | 東宝映画 （東宝）                               | 模型電飾       |
| 1989年12月16日 | ゴジラvsビオランテ                         | 東宝映画 （東宝）                               | 模型電飾       |
| 1996年7月13日  | ガメラ2 レギオン襲来                       | 大映 日テレ 博報堂 富士通 日本出版販売 （東宝） | ミニチェア製作 |
| 2000年12月16日 | ゴジラ×メガギラス G消滅作戦                | 東宝映画 （東宝）                               | ミニチェア製作 |